# Senzibilšou
Senzibilšou je český televizní pořad, vysílaný v roce 1997 na TV Nova. Uváděli ho Luděk Sobota a Roman Skamene. Stopáž byla cca 45 minut.

## Popis pořadu
Jednalo se o komediální pořad na jevišti před obecenstvem. Luděk Sobota, coby Ben Erasmus Íbn Jakobs se za pomoci své "vnitřní síly" snažil uzdravit některé diváky z publika, kteří trpěli zdravotními, či psychickými potížemi. Ve skutečnosti se však jednalo o nastrčené herce, kteří poté na jevišti společně se Sobotou předváděli určitou scénku, ve které, více či méně úspěšně, byl jejich problém vyřešen. Roman Skamene představoval Erasmova asistenta Pískleho. Pořad byl laděn v orientálním stylu. Jednotlivé scénky byly poté prokládány hudebními výstupy českých umělců.